# 히페르테르무스 부틸리쿠스
히페르테르무스 부틸리쿠스는 히페르테르무스속에 속하는 한 종이다.